# Flutriafol
Flutriafol (ISO-naam) is een fungicide uit de groep van de triazolen. Het is een systemisch fungicide, dat wordt ingezet tegen schimmelziekten in de teelt van graangewassen en koolzaad. Het wordt op de bladeren verspoten en kan ook gebruikt worden om de zaden te beschermen.
Flutriafol werd rond 1981 geïntroduceerd door ICI (later Syngenta). In 2001 nam het Deense Cheminova de wereldwijde flutriafol business over van Syngenta. Cheminova verkoopt flutriafol onder de merknamen Impact (voor gebruik op de planten) en Vincit (voor behandeling van zaden).
Flutriafol is een zeer persistente stof in het milieu; een typische halveringstijd in de bodem is 1358 dagen. De stof is ook stabiel in water en hydrolyseert niet.

## Regelgeving
Flutriafol is niet opgenomen in de lijst van gewasbeschermingsmiddelen die in de Europese Unie kunnen toegelaten worden. De reden hiervoor is, dat de oorspronkelijke kennisgever vrijwillig de steun voor dit fungicide had ingetrokken. Lopende toelatingen moesten ten laatste op 31 december 2010 ingetrokken zijn.